# Maevia metallica
Maevia metallica är en spindelart som först beskrevs av Christoph Gottfried Andreas Giebel 1863.  Maevia metallica ingår i släktet Maevia och familjen hoppspindlar. Inga underarter finns listade i Catalogue of Life.